# Рутеновичи
Рутеновичи (серб. Рутеновићи / Rutenovići) — село в общине Вишеград Республики Сербской Боснии и Герцеговины. В настоящее время село необитаемо.